# Präsidentschaftswahl in Belarus 2015

Standarte des Präsidenten der Republik Belarus

Die Präsidentschaftswahl in Belarus 2015 fand am 11. Oktober statt.

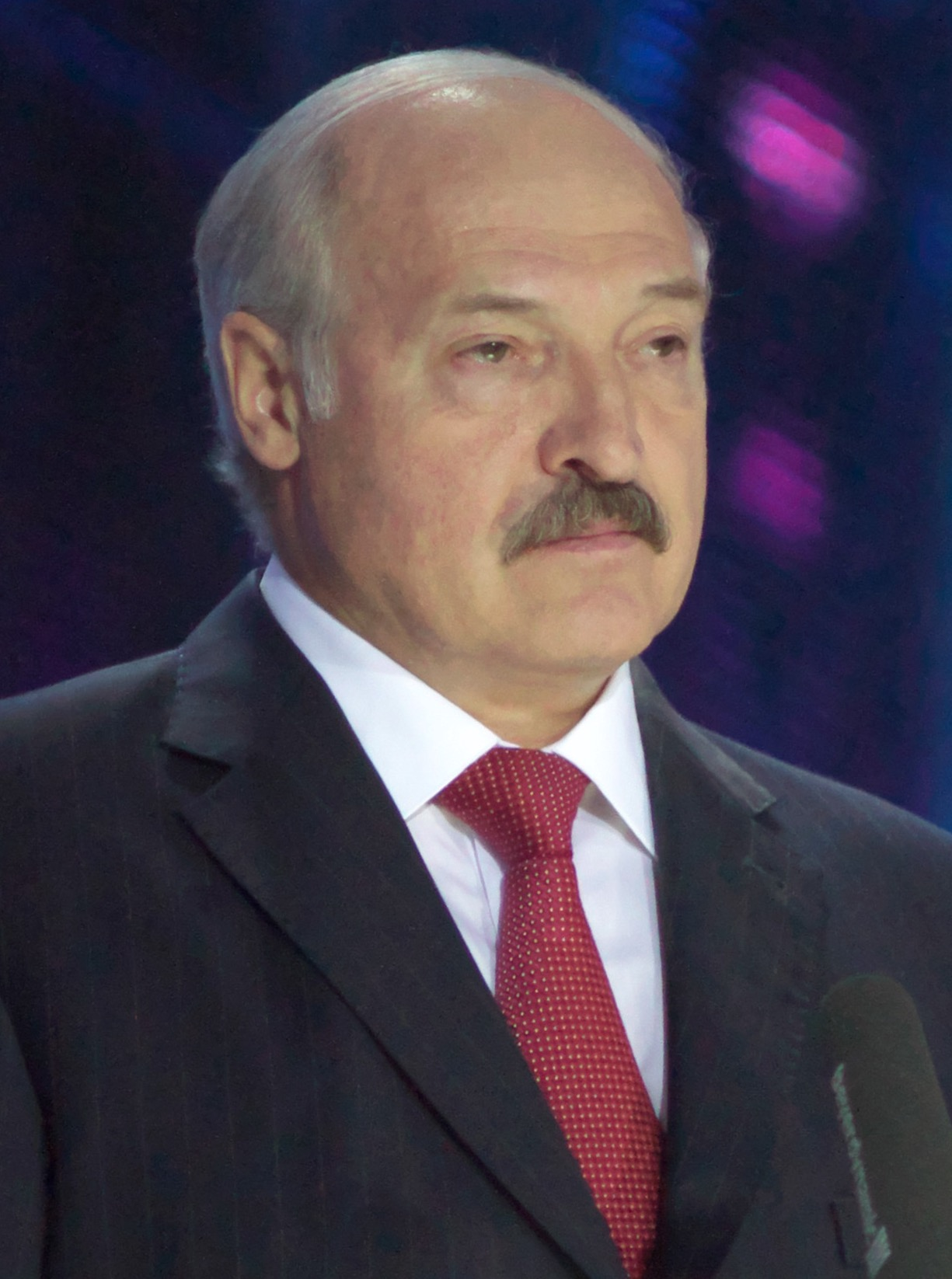
Aljaksandr Lukaschenka

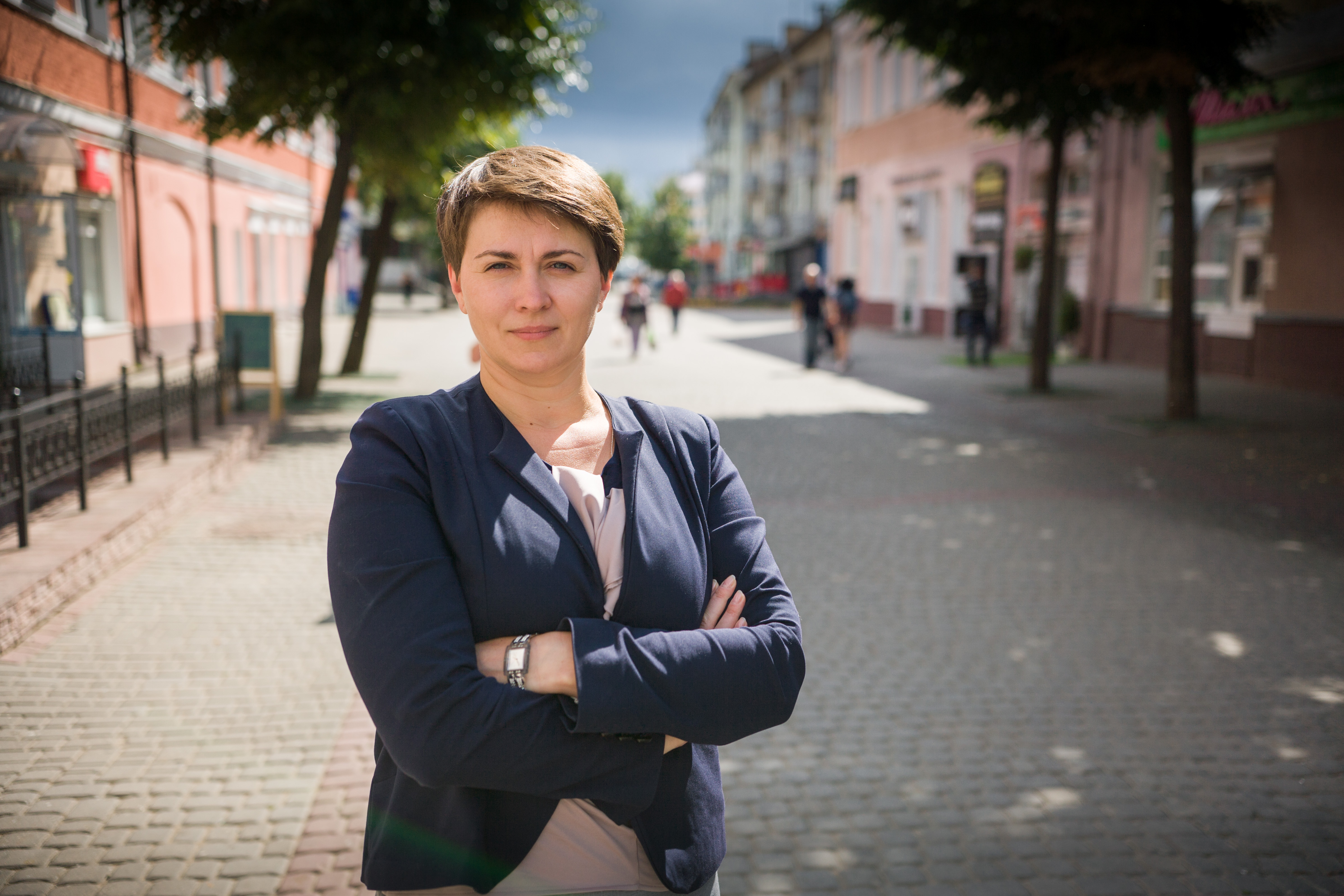
Tazzjana Karatkewitsch

## Hintergrund
Es handelte sich um die insgesamt fünfte Präsidentschaftswahl seit dem Zerfall der Sowjetunion und der Etablierung eines unabhängigen belarussischen Staates 1991. Alle vier vorherigen Wahlen wurden von Aljaksandr Lukaschenka (in deutschsprachigen Medien meist in russischer Transkription: Alexander Lukaschenko) gewonnen, und auch 2015 wurde bereits vor der Wahl von Beobachtern ein Sieg Lukaschenkas erwartet. Von westlichen Beobachtern wurde die Wahl nicht als frei und demokratischen Standards entsprechend angesehen. Die Medien werden weitestgehend von der Regierung kontrolliert. Die Opposition ist durch vielfache Schikanen der Regierung (willkürliche Verhaftungen unter vorgeschobenen Gründen) stark in ihrer freien Meinungausübung behindert. Bei der Wahl standen dem Amtsinhaber Lukaschenka drei weitere Kandidaten gegenüber. Zwei davon (Sjarhej Hajdukewitsch und Mikalaj Ulachowitsch) wurden weithin als Scheinkandidaten und Lukaschenka-Gefolgsleute angesehen. Die einzige eindeutige Oppositionskandidatin ist Tazzjana Karatkewitsch, die auch die einzige kandidierende Frau ist. Die Opposition kritisierte die Kandidatur von Karatkewitsch, da diese der Wahl ein scheindemokratisches Alibi verleihen würde. Aus denselben Motiven heraus gab es auch kaum einen Wahlkampf, da die Oppositionellen sich nicht aktiv beteiligten. Einen offenen Boykottaufruf gab es nicht, da dieser in Belarus illegal wäre.
Von westlichen Berichterstattern wird die Bevölkerung von Belarus als relativ weitgehend politisch desinteressiert und apathisch beschrieben. Vielen Belarussen würden die Entwicklungen in der benachbarten Ukraine (die Maidan-Revolution und der unerklärte Krieg in der Ostukraine) als warnendes Beispiel gelten, und sie hätten daher Angst vor Veränderungen. Lukaschenka sei dagegen zumindest ein Garant für politische Stabilität.
Kurz vor der Wahl kündigte die EU an, dass sie eine Reihe von Sanktionen gegen Lukaschenka und etwa 140 Personen seiner Führungsriege für 4 Monate aufheben werde. Unter die Sanktionen fielen Einreiseverbote und das Verbot von Geldtransfers. Mit der Suspendierung solle Lukaschenkas Amnestierung von 6 inhaftierten politischen Gefangenen im August 2015 und dessen konstruktive Vermittlerrolle bei den Friedensgesprächen um die Ostukraine gewürdigt werden. Politische Kommentatoren sahen in dem Schritt auch ein Eingeständnis, dass die bisherige EU-Sanktionspolitik keine großen Effekte hinsichtlich der inneren Demokratisierung des Landes gebracht habe. Auch wolle man Lukaschenka nicht zu sehr in die Hände des russischen Präsidenten Putin treiben, sondern dessen vorsichtige Annäherungsversuche an Europa unterstützen. Die EU warnte allerdings, dass die Sanktionen bei wiederholten Menschenrechtsverstößen wieder aktiviert werden könnten.

## Kandidaten
| Kandidat                | Einzelheiten                                                                                 | Initiativgruppe | Initiativgruppe       | Unterschriften eingereicht | Unterschriften gültig |
| Kandidat                | Einzelheiten                                                                                 | Mitglieder      | Führer                | Unterschriften eingereicht | Unterschriften gültig |
| ----------------------- | -------------------------------------------------------------------------------------------- | --------------- | --------------------- | -------------------------- | --------------------- |
| Aljaksandr Lukaschenka  | Präsident von Belarus                                                                        | 10577           | Michail Orda          | 1761145                    | 1753380 (99,55 %)     |
| Sjarhej Kaljakin        | Vorsitzender der Belarussischen vereinigten Linkspartei „Gerechte Welt“                      | 1510            | Walery Uchnaljou      | 48                         | 0                     |
| Sjarhej Hajdukewitsch   | Vorsitzender des Liberal-Demokratische Partei                                                | 2481            | Anatol Chischtschanka | 140735                     | 139877 (99,39 %)      |
| Tazzjana Karatkewitsch  | Vertreterin der Koalition „Volksabstimmung“, Aktivistin der Bewegung „Sag die Wahrheit“      | 1993            | Andrej Dmitryjeu      | 107299                     | 105278 (98,11 %)      |
| Anatol Ljabedska        | Vorsitzender der Vereinigten Bürgerpartei                                                    | 977             | Wiktar Karnijenka     | -                          | 0                     |
| Wiktar Zjareschtschanka | Wirtschaftswissenschaftler und ehemaliger Präsidentschaftskandidat für die Wahl im Jahr 2010 | 946             | Aleh Neszjarkou       | 130404                     | 6699 (5,13 %)         |
| Schanna Ramanouskaja    | Arbeitslose Lehrerin aus Brest                                                               | 110             | Jauhen Naporka        | 780                        | N/A                   |
| Mikalaj Ulachowitsch    | Vorsitzender der Belarussischen Patriotischen Partei, Ataman der NGO „Belarussische Kosaken“ | 1426            | Michail Wobrasau      | 159805                     | 149819 (93,75 %)      |

## Meinungsumfragen
| Datum und Agentur           | Lukaschenka | Karatkewitsch | Statkewitsch | Njakljajeu | Ljabedska | Hajdukewitsch | Kaljakin | Ulachowitsch |
| --------------------------- | ----------- | ------------- | ------------ | ---------- | --------- | ------------- | -------- | ------------ |
| März 31, 2015 – NISEPI      | 34,2 %      | -             | 4,5 %        | 7,6 %      | 2,9 %     | 1,1 %         | 1,6 %    | –            |
| Juli 1, 2015 – NISEPI       | 38,6 %      | 1,1 %         | 5 %          | 4,7 %      | 4,2 %     | 3,9 %         | 3,1 %    | -            |
| 30. September 2015 – NISEPI | 47 %        | 17,9 %        | -            | -          | -         | 11,4 %        | -        | 3,6 %        |

## Fälschungsvorwürfe

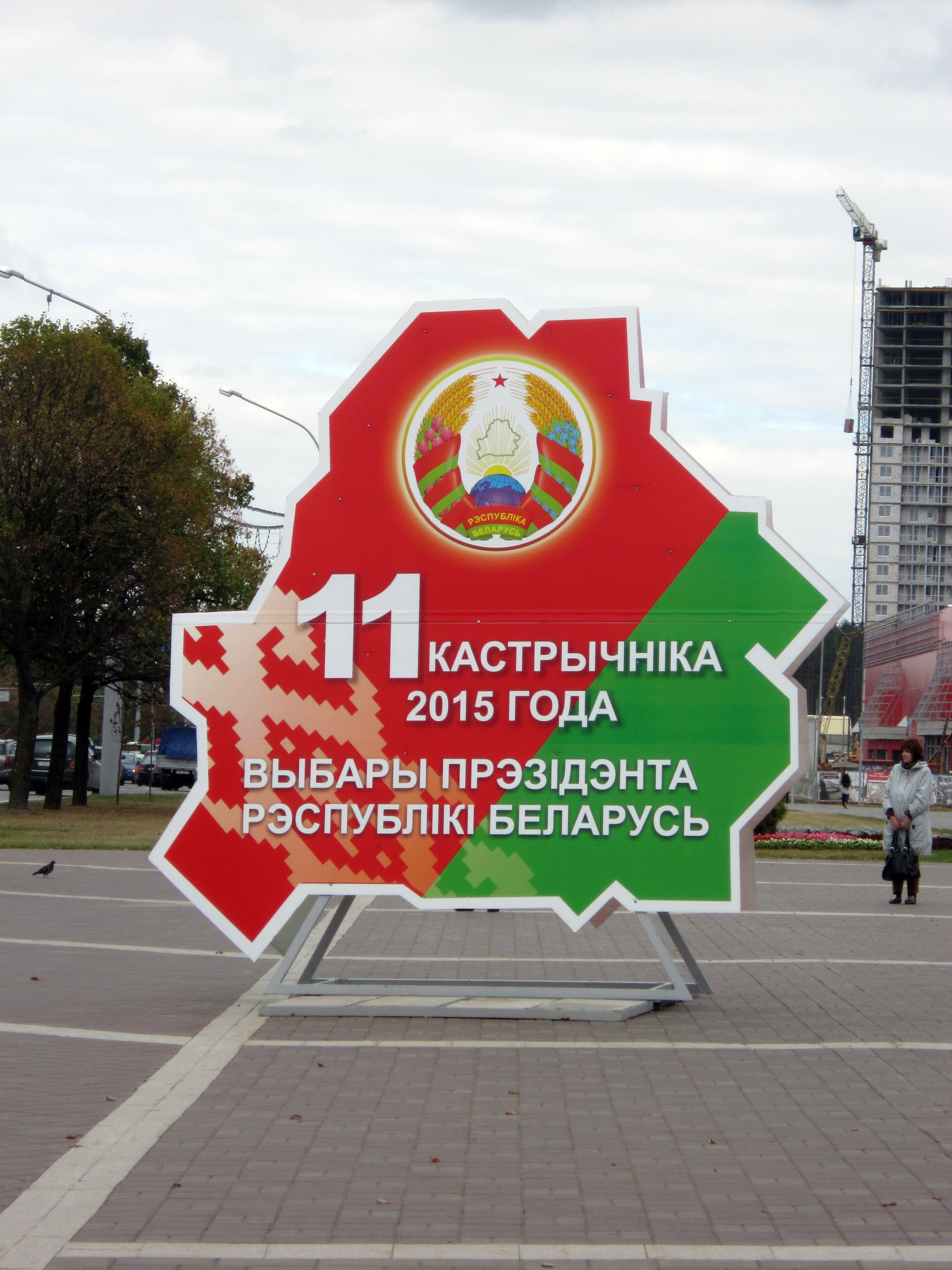
Werbeplakat zu der Präsidentschaftswahl in den Umrissen von Belarus

In Hrodna wurden alle 11.509 Unterschriften für die Kandidatur von Wiktar Zjareschtschanka für null und nichtig erklärt. Die Ergebnisse der Überprüfung der Unterschriften für die Nominierung der Kandidaten zeigte, dass die Anzahl der gesammelten Unterschriften für Zjareschtschanka auf das 20fache überzeichnet wurden, während bei den übrigen Kandidaten, die mehr als 100.000 Unterschriften sammelten, der Prozentsatz der gültigen Unterschriften bei 93,75 % bis 99,55 % lag.
Die Beobachtungsmission der Organisation für Sicherheit und Zusammenarbeit in Europa stellte auch in diesem Fall fest, dass die Wahl nicht den internationalen Standards für demokratische Wahlen entsprach.

## Vorzeitige Stimmabgabe
Nach Angaben der Zentralen Wahlkommission haben 36,05 % der Wähler ihre Stimme vorzeitig abgegeben. Es handelt sich hierbei um den höchsten Wert überhaupt (im Jahr 2010 stimmten 23,1 % der Wähler vor dem Wahltag und 2006 31,3 % der Wähler).

## Offizielle Endergebnisse
Die offiziellen Endergebnisse wurden am 12. Oktober 2015 bekannt gegeben. Mit 83,47 % entfielen die meisten Stimmen auf Aljaksandr Lukaschenka, der damit seine fünfte Amtszeit antreten konnte.
| Nr.    | Verwaltungsgebiet   | Registrierte Wähler | Abgegebene Stimmen | Abgegebene Stimmen | Sjarhej Hajdukewitsch | Sjarhej Hajdukewitsch | Tazzjana Karatkewitsch | Tazzjana Karatkewitsch | Aljaksandr Lukaschenka | Aljaksandr Lukaschenka | Mikalaj Ulachowitsch | Mikalaj Ulachowitsch | Stimmen gegen alle 4 Kandidaten |
| Nr.    | Verwaltungsgebiet   | Registrierte Wähler | Anzahl             | %                  | Anzahl                | %                     | Anzahl                 | %                      | Anzahl                 | %                      | Anzahl               | %                    | Stimmen gegen alle 4 Kandidaten |
| ------ | ------------------- | ------------------- | ------------------ | ------------------ | --------------------- | --------------------- | ---------------------- | ---------------------- | ---------------------- | ---------------------- | -------------------- | -------------------- | ------------------------------- |
| 1      | Oblast Brest        | 1.004.274           | 907.789            | 90,39              | 21.299                | 2,35                  | 48.305                 | 5,32                   | 782.738                | 86,22                  | 10.720               | 1,18                 | 38.407                          |
| 2      | Oblast Wizebsk      | 876.896             | 798.659            | 91,00              | 30.939                | 3,87                  | 28.799                 | 3,61                   | 697.035                | 87,28                  | 11.171               | 1,40                 | 25.935                          |
| 3      | Oblast Homel        | 1.101.235           | 995.989            | 90,44              | 42.130                | 4,23                  | 22.626                 | 2,27                   | 874.413                | 87,79                  | 16.829               | 1,69                 | 31.663                          |
| 4      | Oblast Hrodna       | 779.638             | 689.824            | 88,48              | 15.691                | 2,27                  | 32.755                 | 4,75                   | 592.490                | 85,89                  | 7092                 | 1,03                 | 34.169                          |
| 5      | Oblast Minsk Region | 1.116.445           | 1.001.041          | 89,66              | 32.128                | 3,21                  | 44.155                 | 4,41                   | 858.287                | 85,73                  | 21.763               | 2,17                 | 37.552                          |
| 6      | Oblast Mahiljou     | 816.030             | 742.263            | 90,96              | 27.173                | 3,66                  | 25.652                 | 3,46                   | 655.396                | 88,29                  | 7928                 | 1,07                 | 19.443                          |
| 7      | Stadt Minsk         | 1.314.164           | 977.448            | 74,38              | 32.585                | 3,33                  | 69.134                 | 7,07                   | 642.119                | 65,69                  | 26.628               | 2,72                 | 199.056                         |
| Gesamt | Gesamt              | 7.008.682           | 6.113.013          | 87,22              | 201.945               | 3,30                  | 271.426                | 4,44                   | 5.102.478              | 83,47                  | 102.131              | 1,67                 | 386.225                         |